# Burg Rode
Burg Rode is een kasteel in het centrum van de Duitse plaats Herzogenrath in de stadsregio Aken. Het ligt slechts op een paar honderd meter van de grens met de Nederlandse gemeente Kerkrade.

## Geschiedenis
Herzogenrath wordt in 1104 voor het eerst vermeld in de administratie in de annalen van klooster Rolduc als een kasteel van de graven van Saffenberg als "Castrensis Viculus". Het kasteel is een grensvesting en tolkasteel ineen. Het komt door het huwelijk van Mathilda van Saffenberg in 1136 als bruidsschat toe aan het huis van de hertogen van Limburg. De Wormoever is dan niet alleen de rijksgrens maar ook de bisdomsgrens. Zo bevindt in 1136 de burcht zich in het bisdom Luik, terwijl de benedenstad in het aartsbisdom Keulen ligt. Herzogenrath ligt op een belangrijke middeleeuwse kruising van twee handelsroutes. De eerste loopt van Keulen door Herzogenrath en gaat dan verder langs de oude Romeinse weg van Valkenburg, Maastricht, Tongeren naar Boulogne-sur-Mer. De tweede voert van Trier over Aken en Herzogenrath naar Xanten.
Het belang van deze tolplaats kan worden afgeleid uit de fiscale lijsten van het hertogdom Brabant. Hier worden meer dan 3300 gouden guldens geïnd, die alle andere tolplaatsen met meer dan het tienvoudige overschrijdt. Vooral gezien de Slag bij Woeringen in 1288 kan worden aangenomen dat de tolplaats in Herzogenrath in de Limburgse Successieoorlog een belangrijke rol heeft gespeeld. In 1282 wordt de naam Herzogenrath gedocumenteerd als "s'Hertogenrode". Na het einde van het hertogdom Limburg kwam Burg Rode in het bezit van de hertogen van Brabant. De heren en drosten van Herzogenrath waren ook de heren van het kasteel Alsdorf.
In 1150 wordt voor het eerst ridder Gottfried von Lovenberg genoemd, de man van Adelheidis van Merode. In 1229 is ridder Harper von Lovenberg, "dictus Mule castelanus ostri et dapifer de Rode", burggraaf en drost van het Brabantse land Herzogenrath.
Van tijd tot tijd wordt het hertogdom aan Gulik verpacht, en hoorde de burcht van 1544 tot de Franse bezetting in 1794 tot de Habsburgse Nederlanden. Pas sinds de grensvaststelling door het Congres van Wenen in 1815 behoort Burg Rode tot het Duitse grondgebied.
In de 19e eeuw werd de burcht in historiserende stijl gerestaureerd.
De vereniging "Burg Rode Herzogenrath eV" organiseert regelmatig evenementen zoals concerten, tentoonstellingen en cabaret op de kasteelheuvel. Het traditionele kasteelfeest vindt plaats in juni.

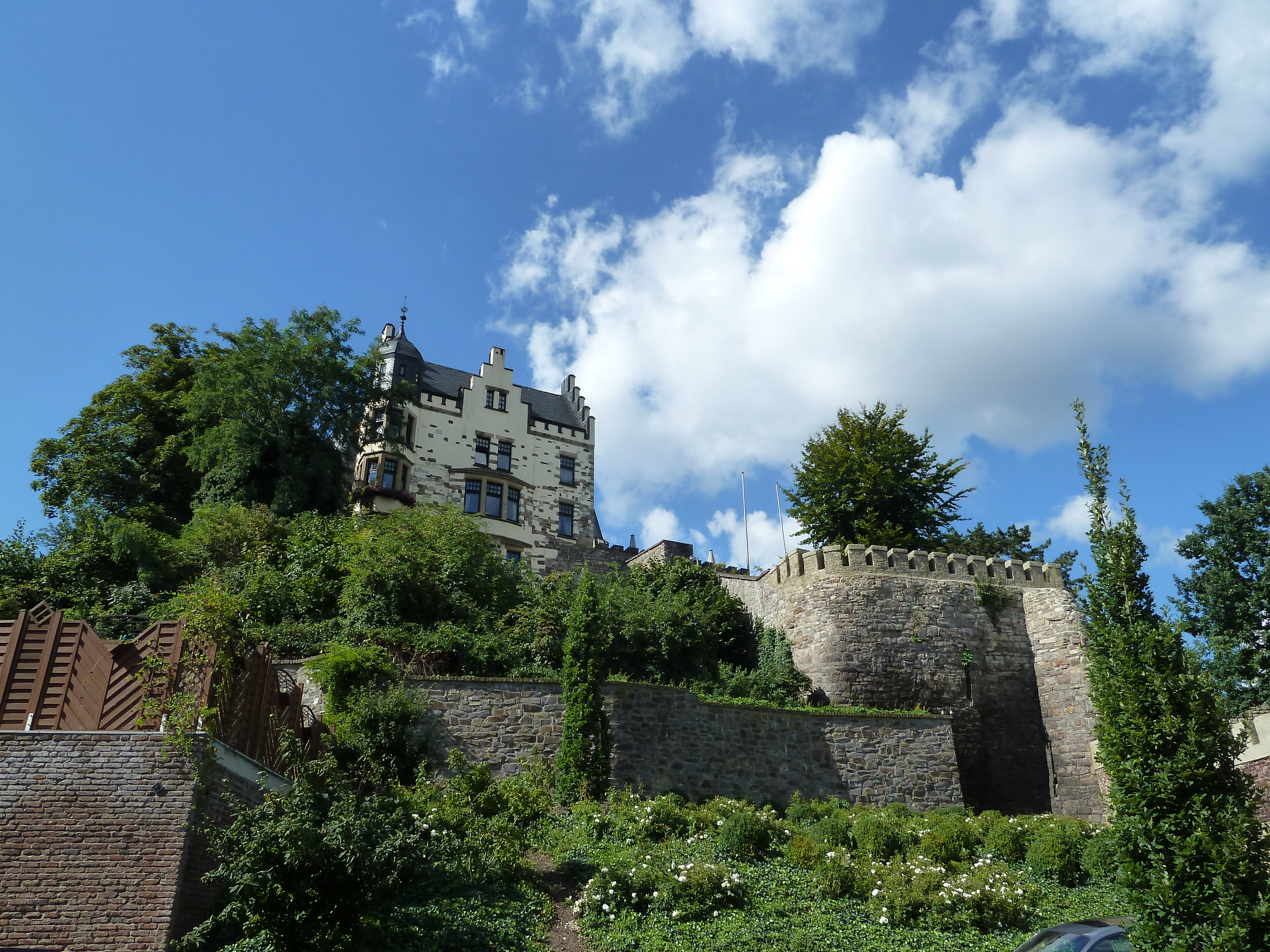
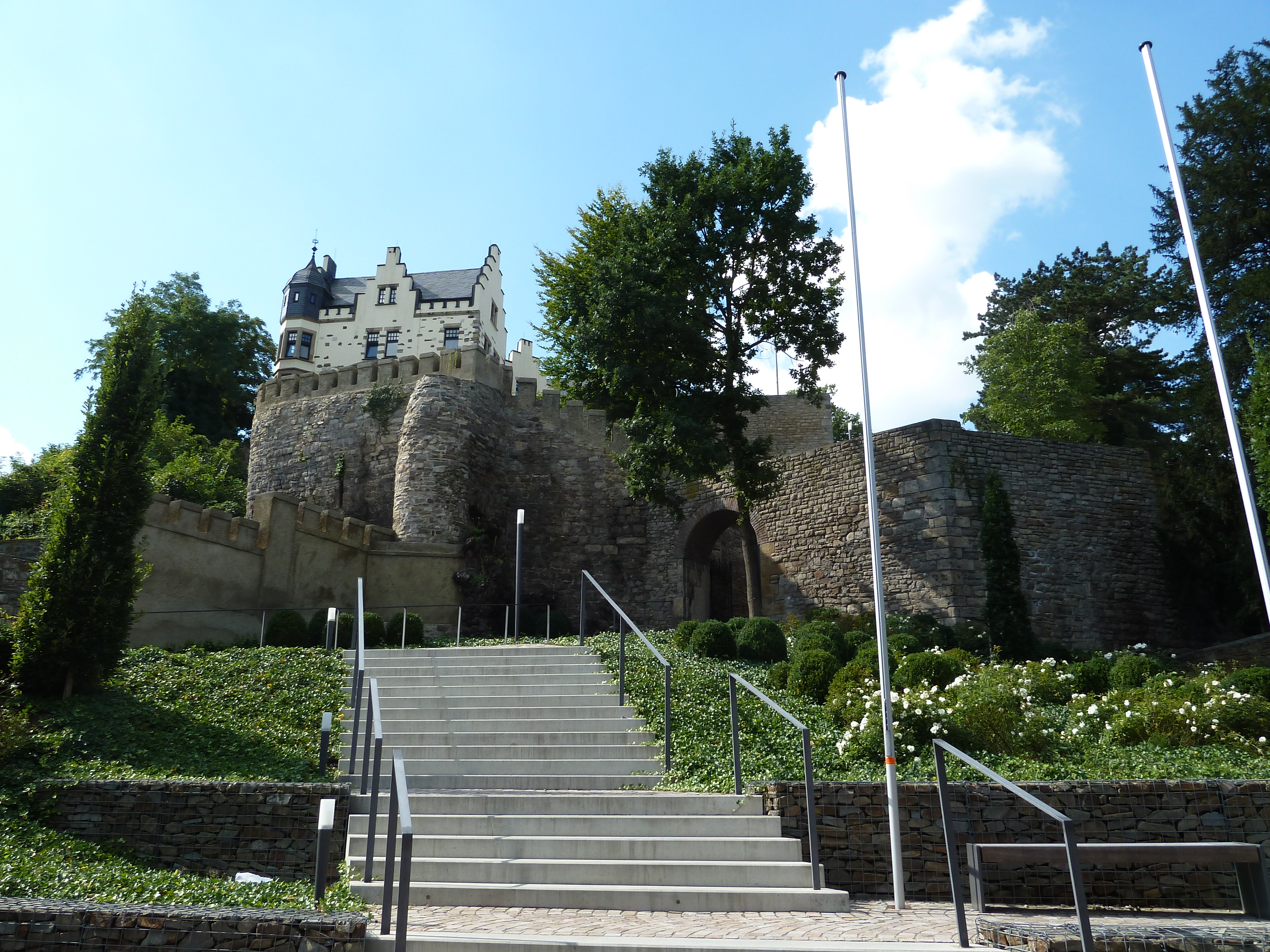
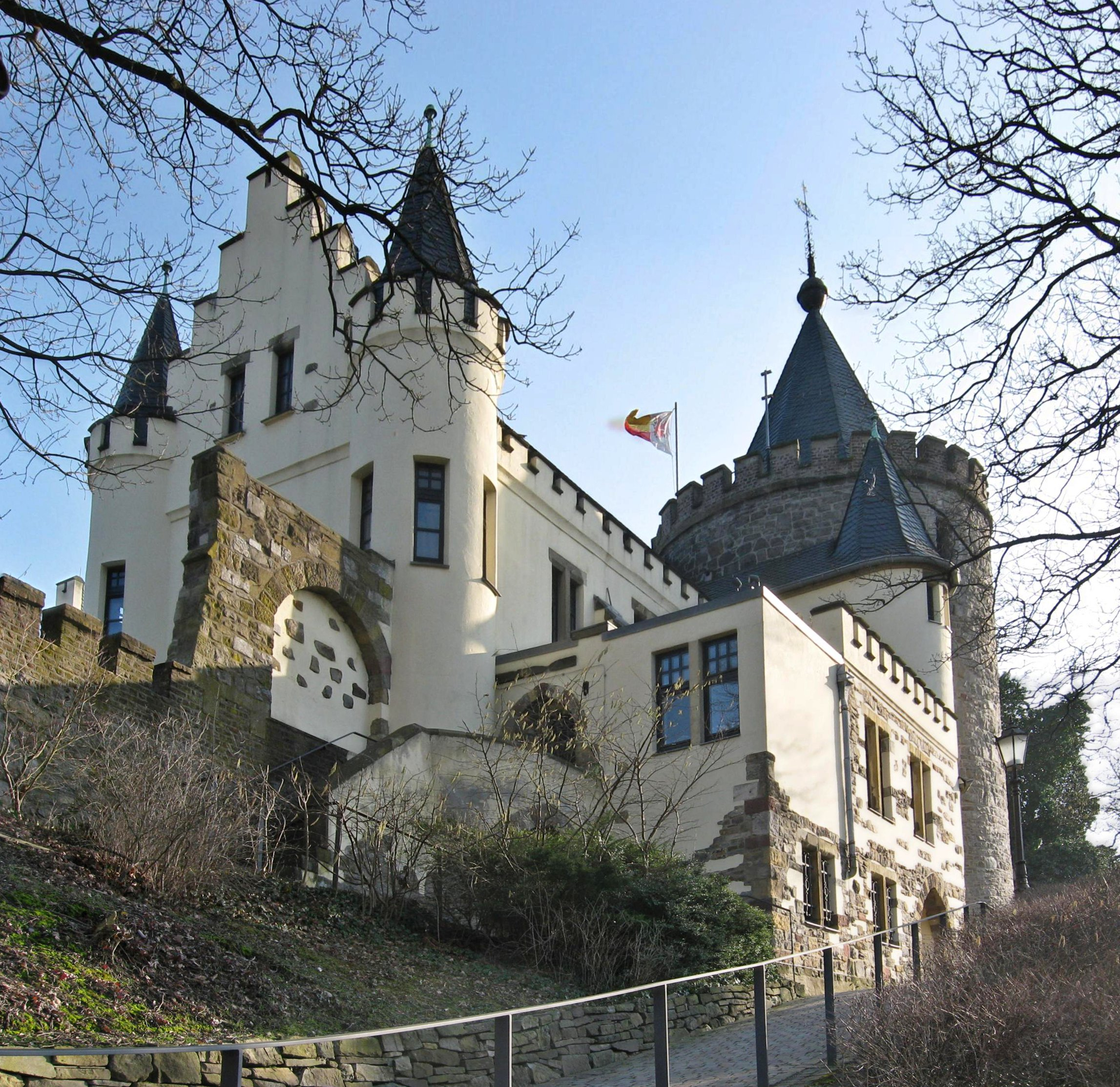
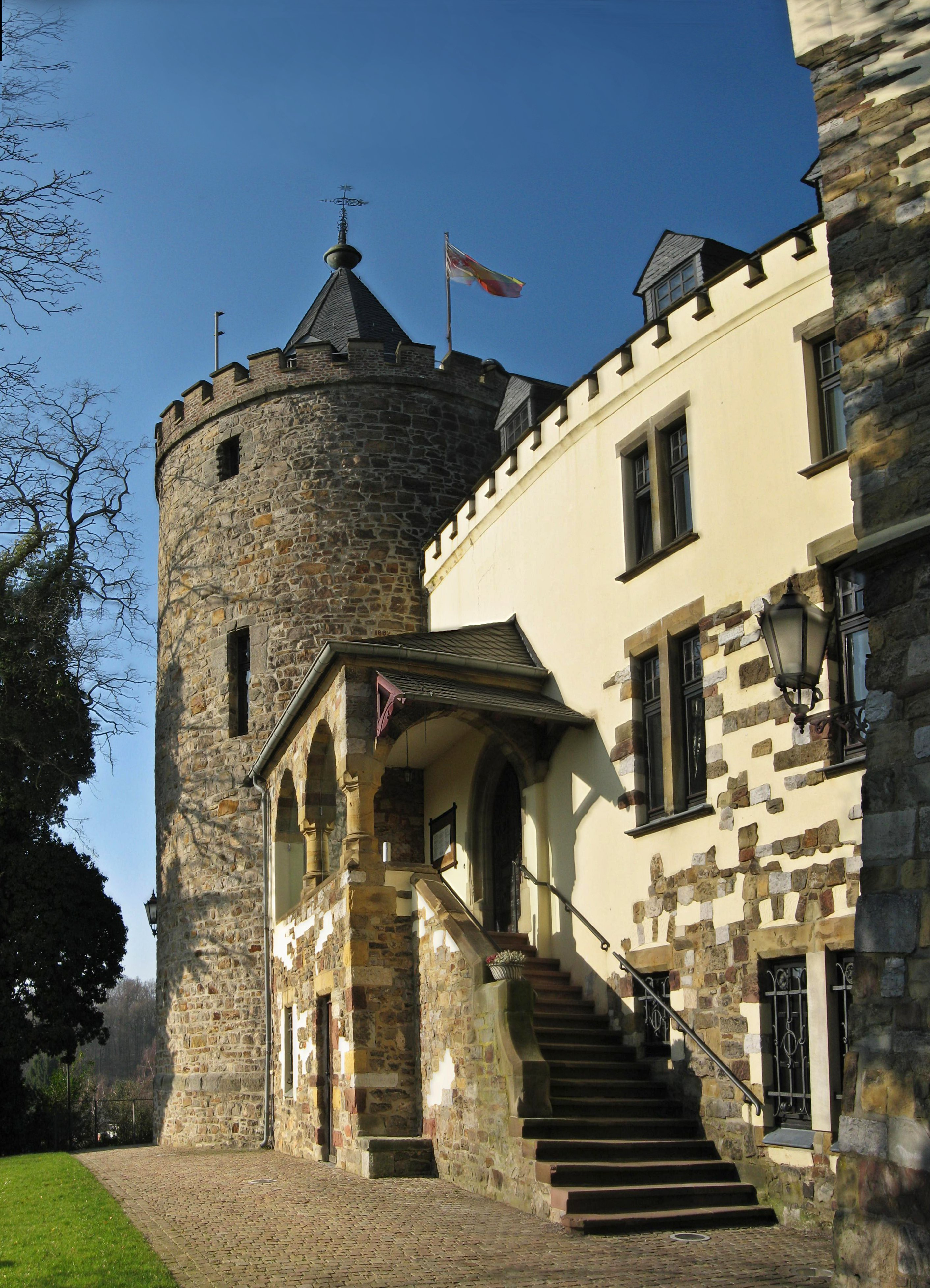
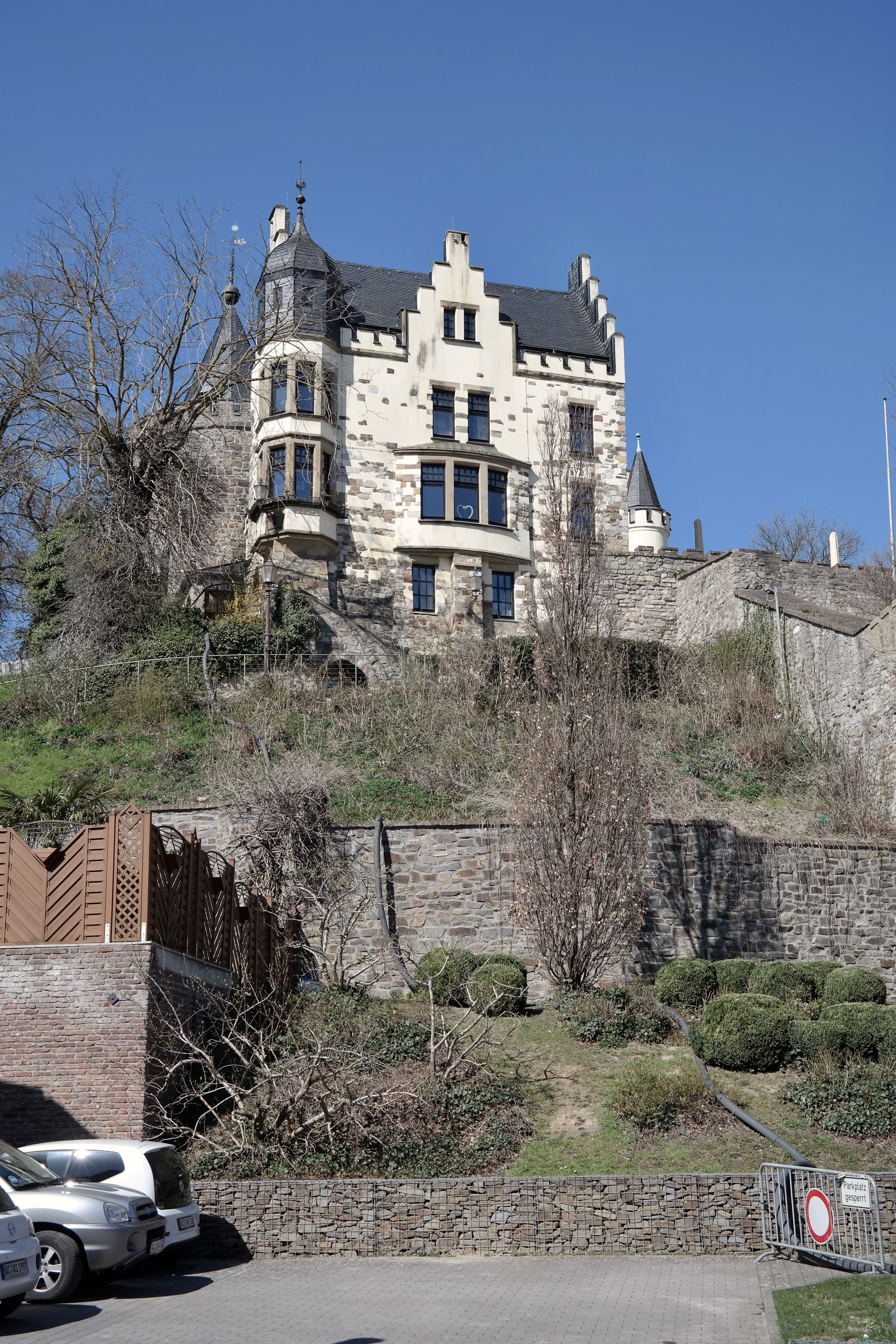